# Gjafamúli
Gjafamúli är ett berg i republiken Island. Det ligger i regionen Västlandet, 100 km nordväst om huvudstaden Reykjavík.
Runt Gjafamúli är det mycket glesbefolkat, med 2 invånare per kvadratkilometer. Närmaste större samhälle är Grundarfjörður, omkring 11 kilometer väster om Gjafamúli. Trakten runt Gjafamúli består i huvudsak av gräsmarker.